# Koei Tecmo
Koei Tecmo Holdings (bis 2014 Tecmo Koei Holdings) ist ein japanischer Publisher für Computerspiele, der darüber hinaus Spielhallen betreibt. Das Unternehmen entstand 2009 aus dem Zusammenschluss der japanischen Spielehersteller Koei und Tecmo. Unter seinem Publishingarm Koei Tecmo Games (vormals Koei) produziert und veröffentlicht das Unternehmen selbst- und fremdentwickelte Titel, darunter langlaufende Serien wie Romance of the Three Kingdoms, Dynasty Warriors, Atelier, Dead or Alive oder Ninja Gaiden.

## Geschichte

### Vorläufer
1978 gründeten Yoichi Erikawa, auch bekannt unter seinem Pseudonym Kou Shibusawa, und seine Frau Keiko das Unternehmen Koei. Zunächst konzentrierte es sich auf den Verkauf von Computern und Unternehmenssoftware. 1983 veröffentlichte das Unternehmen das historisch inspirierte Strategiespiel Nobunaga’s Ambition, für das Koei großes Kritikerlob erntete. In Folge kam 1985 Romance of the Three Kingdoms auf den Markt. Beide Spiele wurden mehrfach fortgesetzt und bildeten damit die Basis für Koeis Übergang zu einem Computerspielentwickler und -publisher. Mit dem 1997 veröffentlichten Dynasty Warriors schuf das Unternehmen über sein Entwicklerteam Omega Force eine weitere langlaufenden Reihe, deren Spielprinzip erfolgreich auf zahlreiche andere Spielfranchises übertragen werden konnte und so ein eigenes Subgenre erschuf (Musou-Spiele).
Tecmo entstand aus der Zusammenlegung des Gebäudeinstandhaltungsunternehmen Imperial Trustee (ab 1977 Tehkan) und des Schiffvermögensverwalter Nippon Yacht (ab 1982 Tehkan Electronics). Das 1964 gegründete Imperial Trustee hatte 1969 sein Geschäftsfeld auf Unterhaltungselektronik ausgeweitet und verschmolz mit seinem Schwesterunternehmen 1987 zu Tecmo. Das Unternehmen fasste vor allem auf dem Markt für Konsolenspiele Fuß, mit erfolgreichen Serien wie Ninja Gaiden oder Dead or Alive. 2000 ging das Unternehmen in Tokyo an die Börse.

### Zusammenschluss
Im August 2008 wurde Tecmo Ziel eines Übernahmeversuchs durch Square Enix. Zuvor hatte Tecmos Stardesigner Tomonobu Itagaki, Leiter von Tecmos Entwicklungsabteilung Team Ninja, im Streit über Bonuszahlungen das Unternehmen verlassen. Weiterhin trat Firmenchef Yoshimi Yasuda von seinem Amt zurück und an der Börse war es zu starken Kursverlusten gekommen. Tecmo lehnte das Übernahmeangebot ab, stattdessen wurden im September Übernahmegespräche mit Koei aufgenommen. Im November 2008 empfahlen beide Unternehmen ihren Aktionären dem Zusammenschluss zuzustimmen. 
Am 1. April 2009 verschmolzen Koei und Tecmo zur Tecmo Koei Holdings. Da Tecmo vor allem in den westlichen Märkten bekannter war, wurde dieser Name vorangestellt. Technisch ging Tecmo in Koei auf. Tecmo-Aktionäre erhielten pro Anteil 0,9 Aktien der neuen Holding, Koei-Aktionäre im Verhältnis 1:1. Effektiv erhielten die Koei-Anteilseigner damit 3/4 der Anteile des fusionierten Unternehmens. Der Zusammenschluss hatte eine Gesamtvolumen von 20 Milliarden Yen oder umgerechnet rund 207 Millionen US-Dollar. Die Firmenleitung übernahm Koei-CEO Kenji Matsubara. Tecmo Koei organisierte seine Organisations- und Vertriebsstrukturen dahingehend, dass unterhalb der Holding jeweils eine Koei- und eine Tecmo-Tochter für die Entwicklung der jeweiligen Produkte verantwortlich blieben. Die Vertriebsstrukturen der beiden Vorgängerunternehmen wurden dagegen ausgegliedert und in teils neuen Vertriebsorganisationen unterhalb der Holding-Ebene zusammengeführt.
2010 verbuchte Tecmo Koei einen Anstieg des operativen Verlusts um das Dreifache, von 349 Millionen auf 1,1 Milliarden Yen. Kenji Matsubara gab die Unternehmensführung ab und Koei-Gründer Yoichi Erikawa übernahm vorübergehend sämtliche Positionen. 2011 wurde der Unternehmensname in Koei Tecmo abgewandelt. Im selben Jahr wurden auch die bisher getrennt operierenden Töchter Koei und Tecmo aus Effizienzgründen in die Konzernmutter eingegliedert. 2013 schloss Koei Tecmo sein einziges westliches Entwicklungsstudio, das 2001 gegründete und in Toronto ansässige Tecmo Koei Canada (ehemals Koei Canada). 2014 wurden auch die westlichen Vertriebseinheiten einheitlich in Koei Tecmo umbenannt.
2016 ordnete der Konzern seine Entwicklerteams und deren Verantwortlichkeiten neu aus:
- Shibusawa Kou: Nobunaga’s Ambition, Romance of the Three Kingdoms, Winning Post, Age of Discovery
- Omega Force: Dynasty Wariors, Samurai Warriors, Toukiden
- Team Ninja: Ninja Gaiden, Dead or Alive, Nioh
- Gust: Atelier, Ciel Nosurge, Night of the Azure
- Ruby Party: Angelique, Harukanaru Toki no Naka de, La Corda d’Oro

## Unternehmensgliederung

### Entwicklungsteams
Aktuell
- Gust
- Kou Shibusawa
- Koei Tecmo Singapore
- Koei Tecmo Tianjin Software
- Koei Tecmo Beijing Software
- Koei Tecmo Software Vietnam
- Midas
- Omega Force
- Ruby Party
- Team Ninja
- AAA Games Studio

Ehemalig
- Team Tachyon (2016 aufgelöst)
- Tecmo Koei Canada (2013 geschlossen)

### Vertriebsniederlassung
- Koei Tecmo Europe, Ltd.
- Koei Tecmo America Corporation
- Koei Tecmo Taiwan Co., Ltd